# 호아시 가즈유키
호아시 가즈유키(일본어: 帆足 和幸, 1979년 7월 15일 ~ )는 일본의 전직 프로 야구 선수이다.
좌완투수로는 드물게 팜볼의 구사 비율이 높은 편이며, 스리쿼터로 던지기 때문에 슬라이더처럼 휘면서 떨어진다.

## 인물

### 프로 입단 전
후쿠오카현 오고리시 출신으로 소년 야구 팀에서 활동한 후 후쿠오카 현립 미이 고등학교에 입학, 2학년때 지쿠고 지구 대회에서 미이 고등학교를 첫 우승으로 이끌었다. 이후 사회인 야구 팀인 규슈 미쓰비시 자동차에 입단하여 좌완 에이스로서 활약을 했다. 2000년에 열린 도시 대항 야구 대회에서는 팀은 규슈 지역 예선에서 패한 경력이 있다. 같은 해 가을에 있은 프로 야구 드래프트 회의에서 세이부 라이온스로부터 3순위 지명을 받아 입단했다.

### 세이부 시절

#### 2001년 ~ 2004년
입단 첫 해인 2001년 3월 27일의 오릭스 블루웨이브전에서 데뷔 첫 등판과 동시에 처음으로 승리 투수가 되었고, 2년 후인 2003년에는 선발과 중간 계투로 기용되어 4승을 기록함과 동시에 첫 세이브를 기록했다. 2004년 시즌 전반기에 2군을 오가듯이 했지만 후반기에는 아테네 올림픽 대표팀 선수로 발탁된 마쓰자카 다이스케가 빠지면서 니시구치 후미야가 부상으로 전력을 이탈하는 등 팀의 로테이션의 일각을 담당했다. 그 해에는 10승 3패의 성적을 기록하여 처음으로 두 자릿수 승리를 거두는 것 외에도 플레이오프와 일본 시리즈에도 등판했다. 2004년 시즌이 끝나갈 무렵에 팀은 선발로서 해낼 수 있는 좌완 투수가 없다고 하는 상황에 몰려 있어 10승을 올린 호아시는 “팀의 좌완 에이스”로 불리기 시작했다.

#### 2005년 ~ 2006년
2005년에는 마쓰자카, 니시구치와 함께 ‘선발 3인방’으로서 선발 로테이션에 활약, 규정 투구 횟수를 채웠다. 7월 18일에 첫 완봉승, 2년 연속이 되는 두 자릿수 승리를 기록했고 개인 최다인 13승(8패)을 올렸다. 마쓰자카도 “호아시 선수는 좌완 에이스”라고 말할 정도의 활약으로 부동의 좌완 에이스로서 지위를 지켰던 시즌이었고, 올스타전에도 첫 출장을 했다. 예전부터 팀의 선배이자 좌완 투수였던 구도 기미야스와 같은 등번호 47번을 희망하고 있어 시즌 종료 후 호소카와 도루로부터 47번을 물려 받았다. 2006년에는 왼쪽 어깨 통증의 영향으로 5월 경에 등록이 말소되었고 2주일 후 1군에 다시 복귀했지만 7월 26일에 또다시 등록이 말소되어 그 해에는 결국 5승으로 끝났다.

#### 2007년
그 해 세이부 라이온스의 선수회 부회장으로 취임했지만 전년도에 부상의 영향으로 시즌 개막은 2군에서 시작했다. 7월 1일의 도호쿠 라쿠텐 골든이글스전에서 7이닝 도중 1실점의 호투로 1년 만에 승리를 거두었다. 그 후에도 선발 로테이션을 계속 지켰지만 팀 타선이 좋지 않을 정도의 경기가 많아지게 되면서 2승 7패라는 저조한 성적으로 끝나 5년 연속 4점대의 평균 자책점을 기록했다.

#### 2008년
이듬해 춘계 스프링 캠프에서 체인지업을 습득하여 개막 초에는 선발 로테이션의 일원으로서 활약하는 등 안정된 피칭을 계속해 5월 4일의 지바 롯데 마린스전, 5월 11일의 오릭스 버펄로스전에서 세이부의 좌완 투수로서는 1992년의 구도 기미야스 이후가 되는 2경기 연속 완봉 승리, 개막 이후 6연승을 기록하는 등의 눈부신 활약을 보였다. FA로 입단한 이시이 가즈히사에 뒤지지 않을 정도의 활약으로 와타나베 히사노부 감독이나 오노 가즈요시 투수 코치로부터 절대적인 신뢰를 얻었다. 교류전에서는 팀의 최다 이닝을 던져 팀내 유일한 2점대의 평균자책점으로 팀을 이끌었다.
베이징 올림픽 야구 일본 대표팀의 추가 후보로 팀 동료인 G.G.사토 등과 함께 지명돼 6월 20일에 발표된 최종 후보에서는 탈락했지만 부상으로 있던 주니치 드래건스의 모리노 마사히코 등과 함께 선택할 가능성이 시사되어 사실상 마지막까지 대표팀의 후보 선수였다. 좌투수의 보강, 호아시는 중간 계투의 경험도 있다는 것 등이 이유로 들 수 있었다.
같은 해 올스타전에서 나카지마 히로유키와 함께 감독 추천으로 두 번째 출전을 했다. 8월 10일의 홋카이도 닛폰햄 파이터스전에서 3년 만에 통산 3번째인 두 자릿수 승리 기록을 세웠다. 선발 등판 횟수는 팀 최다이며 최종적으로는 11승을 올리는 등 팀의 에이스로서 성장했다. 또 개인 최다인 174이닝 2/3를 기록해 리그 4위가 되는 평균 자책점 2.63의 좋은 성적으로 2년 간의 부상이나 부진으로부터 벗어난 시즌을 보냈다. 완봉 승리 수인 3승은 양대 리그를 통틀어 단독 최다이며 피안타도 투구 횟수를 밑돌아 174이닝 2/3의 볼넷은 38개로 적었다.

#### 2009년
지바 롯데 마린스와의 개막전에 등판을 하면서 전년도 지바 롯데와의 대전 성적은 3승 0패, 평균자책점 2.05로 기대 이상의 성적을 기록했지만 이날 개막전에서는 5이닝 도중 6실점을 내주었다. 그 후에도 팀 타선이 좋지 않으면서 수비 방해를 하는 경기도 자주 있었다. 6경기째 등판이 되는 후쿠오카 소프트뱅크 호크스전에서 완봉승을 놓쳤지만 9이닝 도중 무볼넷 1실점의 호투로 시즌 첫 승리를 기록해 후쿠오카에서의 첫 승리를 기록, 등번호와 같은 통산 47승째를 동시에 달성했다. 9월 25일에는 5경기 연속 완투를 기록해 9월의 월간 성적은 4경기 4완투 승리, 평균 자책점 0.50(무볼넷 완봉 2회·1실점 완투 2회)의 성적으로 자신의 첫 월간 MVP에 선정되었다. 그러나 이후의 경기에서도 자신의 두 자릿수 승리 기록 경신에 실패하면서 9승 6패와 평균 자책점 3.59의 성적으로 시즌을 마감했다.
시즌 종료 후 구도 기미야스가 신인 때부터 활약했던 세이부로 복귀하는 것을 계기로 한때는 자신의 등번호 47번을 반납할 의사를 보였지만 구도가 등번호 47번을 사양해 ‘55’번을 선택하면서 2010년 이후에도 등번호인 47번을 계속 착용하게 되었다.

#### 2010년
자신의 시즌 첫 승리로부터 주간 경기에서 7연승을 기록해 한때는 다르빗슈 유를 제치고 평균 자책점 부문에서 1위에 오른 적도 있었다. 그러나 7연승으로 주간 경기에서의 연승 행진이 멈추고 나서는 초반에 대량 실점을 하여 부진을 겪는 등 뚜렷한 성적을 남길 수 없게 되었다. 그런데도 중반으로부터 후반에 걸쳐 컨디션을 서서히 되찾아 2년 만에 두 자릿수 승리 기록을 달성했다.

#### 2011년
그 해에 선수회장으로 부임했고 정규 시즌에서는 선발 로테이션의 일원으로서 시즌을 통해 안정된 투구를 보였지만 결국 9승 6패의 성적을 기록하여 두 자릿수 승리에는 닿지 않았다. 5월 중순에는 FA 자격을 취득했고 시즌 종료 후인 11월 25일에 FA권을 행사하겠다는 입장을 밝혔다. 12월 13일부로 후쿠오카 소프트뱅크 호크스에 이적했다.

### 소프트뱅크 시절

#### 2012년
4월 15일 지바 롯데전에서 이적 후 첫 등판을 했지만 3이닝 동안 4실점(4자책점)을 기록했고 그 후 왼쪽 어깨 건판의 통증으로 인해 2군에서도 장기간에 걸쳐 던지지 못하는 등 결국 1군에서의 등판은 4월에만 1경기에 등판하여 0승 1패로 끝났다. 시즌 종료 후인 12월 4일에 오릭스로에서 FA로 입단한 데라하라 하야토의 입단에 의해 등번호는 11번에서 세이부 시절에 착용했던 47번으로 변경되었다. 계약 갱신에서는 2년 계약 때문에 동결된 1억 1,000만 엔으로 서명했다.

## 상세 정보

### 출신 학교
- 후쿠오카 현립 미이 고등학교

### 선수 경력
사회인 시대
- 규슈 미쓰비시 자동차

프로팀 경력
- 세이부 라이온스·사이타마 세이부 라이온스(2001년 ~ 2011년)
- 후쿠오카 소프트뱅크 호크스(2012년 ~ 2015년)

### 수상·타이틀 경력
- 월간 MVP : 1회(2009년 9월)

### 개인 기록

#### 투수 기록
- 첫 등판·첫 승리 : 2001년 3월 27일, 대 오릭스 블루웨이브 1차전(그린 스타디움 고베), 1회말 1사에 2번째 투수로서 구원 등판, 4와 1/3이닝 4실점
- 첫 탈삼진 : 상동, 3회말에 시오자키 마코토로부터
- 첫 선발 : 2001년 4월 1일, 대 오사카 긴테쓰 버펄로스 3차전(세이부 돔), 6과 2/3이닝 4실점(1자책점)에서 패전 투수
- 첫 선발 승리 : 2003년 6월 25일, 대 지바 롯데 마린스 16차전(세이부 돔), 6이닝 1실점
- 첫 세이브 : 2003년 9월 1일, 대 오사카 긴테쓰 버펄로스 24차전(오사카 돔), 10회말에 4번째 투수로서 구원 등판·마무리, 1이닝 무실점
- 첫 완투 승리 : 2004년 7월 25일, 대 오사카 긴테쓰 버펄로스 19차전(세이부 돔), 9이닝 4실점
- 첫 완봉 승리 : 2005년 7월 18일, 대 오릭스 버펄로스 12차전(인보이스 세이부 돔)
- 첫 홀드 : 2006년 7월 16일, 대 지바 롯데 마린스 10차전(지바 마린 스타디움), 5회말에 2번째 투수로서 구원 등판, 3이닝 무실점

#### 타격 기록
- 첫 안타·첫 타점 : 2006년 6월 10일, 대 한신 타이거스 5차전(한신 고시엔 구장), 4회초에 안도 유야로부터 좌월 2점 적시 2루타

#### 기록 달성 경력
- 통산 1000투구 이닝 : 2010년 8월 1일, 대 홋카이도 닛폰햄 파이터스 17차전(오비히로의 모리 야구장), 5회말 1아웃에 요 다이칸을 삼진으로 잡아 달성 ※역대 320번째

#### 기타
- 올스타전 출장 : 2회(2005년, 2008년)

### 등번호
- 48(2001년 ~ 2002년)
- 34(2003년 ~ 2005년)
- 47(2006년 ~ 2011년, 2013년 ~ 2015년)
- 11(2012년)

### 연도별 투수 성적
| 연 도       | 소 속       | 등 판 | 선 발 | 완 투 | 완 봉 | 무 4 구 | 승 리 | 패 전 | 세 이 브 | 홀 드 | 승 률 | 타 자 | 이 닝  | 피 안 타 | 피 홈 런 | 볼 넷 | 고 4 | 몸 맞 | 탈 삼 진 | 폭 투 | 보 크 | 실 점 | 자 책 점 | 평 자 책 | W H I P |
| ----------- | ----------- | ----- | ----- | ----- | ----- | ------- | ----- | ----- | -------- | ----- | ----- | ----- | ------ | -------- | -------- | ----- | ---- | ----- | -------- | ----- | ----- | ----- | -------- | -------- | ------- |
| 2001년      | 세이부      | 8     | 4     | 0     | 0     | 0       | 1     | 3     | 0        | --    | .250  | 125   | 23.0   | 38       | 3        | 20    | 0    | 1     | 21       | 1     | 1     | 32    | 23       | 9.00     | 2.52    |
| 2002년      | 세이부      | 3     | 0     | 0     | 0     | 0       | 0     | 0     | 0        | --    | ----  | 37    | 9.0    | 12       | 0        | 0     | 0    | 0     | 6        | 0     | 0     | 6     | 6        | 6.00     | 1.33    |
| 2003년      | 세이부      | 34    | 9     | 0     | 0     | 0       | 4     | 7     | 1        | --    | .364  | 431   | 95.2   | 105      | 11       | 45    | 2    | 7     | 73       | 3     | 1     | 50    | 49       | 4.61     | 1.57    |
| 2004년      | 세이부      | 24    | 14    | 1     | 0     | 0       | 10    | 3     | 0        | --    | .769  | 475   | 104.2  | 117      | 11       | 47    | 2    | 5     | 80       | 1     | 0     | 59    | 50       | 4.30     | 1.57    |
| 2005년      | 세이부      | 26    | 26    | 3     | 2     | 0       | 13    | 8     | 0        | 0     | .619  | 677   | 158.2  | 179      | 13       | 31    | 1    | 8     | 121      | 4     | 0     | 81    | 71       | 4.03     | 1.32    |
| 2006년      | 세이부      | 17    | 11    | 0     | 0     | 0       | 5     | 2     | 0        | 1     | .714  | 334   | 75.1   | 92       | 11       | 19    | 0    | 6     | 50       | 4     | 0     | 41    | 39       | 4.66     | 1.47    |
| 2007년      | 세이부      | 14    | 12    | 1     | 1     | 0       | 2     | 7     | 0        | 0     | .222  | 333   | 79.2   | 83       | 9        | 13    | 0    | 3     | 40       | 2     | 0     | 41    | 38       | 4.29     | 1.21    |
| 2008년      | 세이부      | 27    | 26    | 3     | 3     | 0       | 11    | 6     | 0        | 0     | .647  | 724   | 174.2  | 169      | 13       | 38    | 1    | 5     | 115      | 5     | 0     | 59    | 51       | 2.63     | 1.19    |
| 2009년      | 세이부      | 25    | 25    | 5     | 2     | 2       | 9     | 6     | 0        | 0     | .600  | 692   | 163.0  | 175      | 10       | 40    | 1    | 5     | 126      | 3     | 0     | 70    | 65       | 3.59     | 1.32    |
| 2010년      | 세이부      | 27    | 27    | 1     | 1     | 0       | 11    | 8     | 0        | 0     | .579  | 692   | 163.1  | 173      | 13       | 35    | 1    | 12    | 104      | 3     | 0     | 72    | 67       | 3.69     | 1.27    |
| 2011년      | 세이부      | 26    | 26    | 2     | 1     | 0       | 9     | 6     | 0        | 0     | .600  | 691   | 168.2  | 172      | 10       | 34    | 1    | 8     | 102      | 2     | 0     | 59    | 53       | 2.83     | 1.22    |
| 2012년      | 소프트뱅크  | 1     | 1     | 0     | 0     | 0       | 0     | 1     | 0        | 0     | .000  | 15    | 2.2    | 5        | 0        | 3     | 0    | 1     | 1        | 0     | 0     | 4     | 4        | 13.50    | 3.00    |
| 통산 : 12년 | 통산 : 12년 | 232   | 181   | 16    | 10    | 2       | 75    | 57    | 1        | 1     | .568  | 5226  | 1218.1 | 1320     | 104      | 325   | 9    | 61    | 839      | 28    | 2     | 574   | 516      | 3.81     | 1.35    |

- 2012년 기준, 굵은 글씨는 시즌 최고 성적.